# Hyperolius occidentalis
Hyperolius occidentalis és una espècie de granota de la família dels hiperòlids que viu a Gàmbia, Guinea, Guinea Bissau, Senegal i Sierra Leona.
Està amenaçada d'extinció per la pèrdua del seu hàbitat natural.